# Forbes Celebrity 100
Celebrity 100 é uma lista anual produzida e publicada pela revista Forbes. Ela lista todas as 100 celebridades mais influentes do ano.

## Listas Top 5
| Ano  | 1º                   | 2º                 | 3º                | 4º                 | 5º                 | Referencia |
| ---- | -------------------- | ------------------ | ----------------- | ------------------ | ------------------ | ---------- |
| 1999 | Michael Jordan       | Oprah Winfrey      | Leonardo DiCaprio | Jerry Seinfeld     | Steven Spielberg   | [ 2 ]      |
| 2000 | Julia Roberts        | George Lucas       | Oprah Winfrey     | Tom Hanks          | Michael Jordan     | [ 3 ]      |
| 2001 | Tom Cruise           | Tiger Woods        | The Beatles       | Britney Spears     | Bruce Willis       | [ 4 ]      |
| 2002 | Britney Spears       | Tiger Woods        | Steven Spielberg  | Madonna            | U2                 | [ 5 ]      |
| 2003 | Jennifer Aniston     | Eminem & Dr. Dre   | Tiger Woods       | Steven Spielberg   | Jennifer Lopez     | [ 6 ]      |
| 2004 | Mel Gibson           | Tiger Woods        | Oprah Winfrey     | Tom Cruise         | The Rolling Stones | [ 7 ]      |
| 2005 | Oprah Winfrey        | Tiger Woods        | Mel Gibson        | George Lucas       | Shaquille O'Neal   | [ 8 ]      |
| 2006 | Tom Cruise           | The Rolling Stones | Oprah Winfrey     | U2                 | Tiger Woods        | [ 9 ]      |
| 2007 | Oprah Winfrey        | Tiger Woods        | Madonna           | The Rolling Stones | Brad Pitt          | [ 10 ]     |
| 2008 | Oprah Winfrey        | Tiger Woods        | Angelina Jolie    | Beyoncé Knowles    | David Beckham      | [ 11 ]     |
| 2009 | Angelina Jolie       | Oprah Winfrey      | Madonna           | Beyoncé Knowles    | Tiger Woods        | [ 12 ]     |
| 2010 | Oprah Winfrey        | Beyoncé Knowles    | James Cameron     | Lady Gaga          | Tiger Woods        | [ 13 ]     |
| 2011 | Lady Gaga            | Oprah Winfrey      | Justin Bieber     | U2                 | Elton John         | [ 14 ]     |
| 2012 | Jennifer Lopez       | Oprah Winfrey      | Justin Bieber     | Rihanna            | Lady Gaga          | [ 15 ]     |
| 2013 | Oprah Winfrey        | Lady Gaga          | Steven Spielberg  | Beyoncé Knowles    | Madonna            | [ 16 ]     |
| 2014 | Beyoncé Knowles      | Lebron James       | Dr. Dre           | Oprah Winfrey      | Ellen DeGeneres    | [ 17 ]     |
| 2015 | Floyd Mayweather Jr. | Manny Pacquiao     | Katy Perry        | One Direction      | Howard Stern       | [ 18 ]     |
| 2016 | Taylor Swift         | One Direction      | James Patterson   | Phil McGraw        | Cristiano Ronaldo  | [ 19 ]     |
| 2017 | Sean Combs           | Beyoncé            | J. K. Rowling     | Drake              | Cristiano Ronaldo  | [ 20 ]     |
| 2018 | Floyd Mayweather Jr. | George Clooney     | Kylie Jenner      | Judith Sheindlin   | Dwayne Johnson     |            |